# Cryptobiosella spinosa
Cryptobiosella spinosa är en nattsländeart som beskrevs av Henderson 1983. Cryptobiosella spinosa ingår i släktet Cryptobiosella och familjen stengömmenattsländor. Inga underarter finns listade i Catalogue of Life.